# Cornelius Rinne

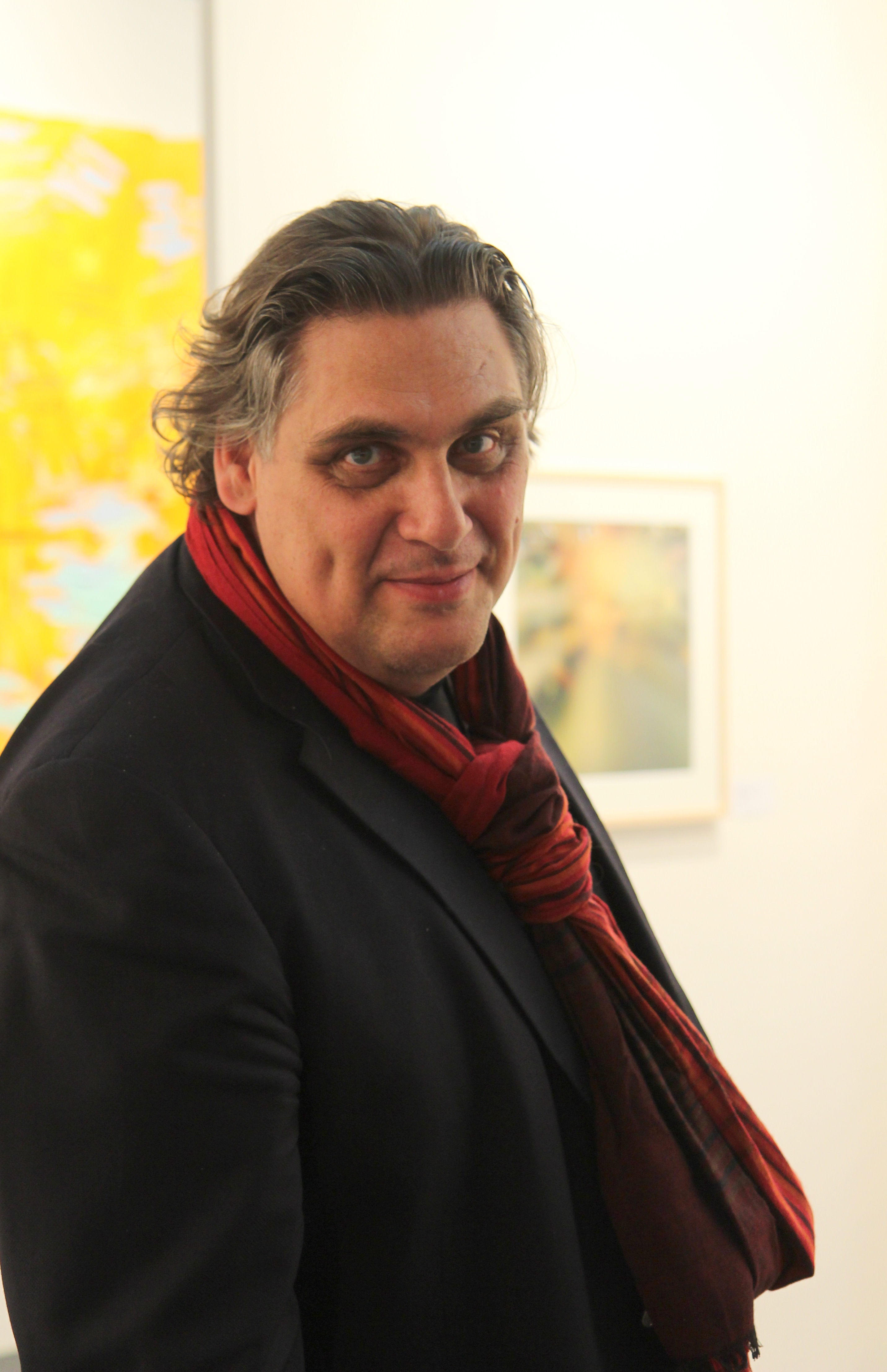
Cornelius Rinne, 2013

Cornelius Rinne (* 5. Dezember 1955 in Hannover) ist ein deutscher Zeichner, Illustrator und Künstler. Sein Werk ist breit gefächert von der Buchillustration über freie künstlerische Arbeiten bis hin zur Kunsttheorie.

## Leben
Cornelius Rinne wuchs als Sohn des Architektenehepaars Karl-Ferdinand und Ursulagerte Rinne, geb. Vischer, in Stadthagen im Landkreis Schaumburg-Lippe auf.
Rinne kam in der Zeit zwischen seinem 12. und 14. Lebensjahr in ein Internat nach Scheeßel, wo er begann, verstärkt zu zeichnen und zu malen. Nach seiner Rückkehr nach Stadthagen erhielt er privaten Zeichenunterricht bei dem Folkwang-Absolventen und -Dozenten Friedrich Möller-Bornemann (1914–2008).
Nach der Fachhochschulreife begann er ein Studium im Bereich Grafik-Design in Hannover, das er 1980 mit Diplom abschloss. Danach wechselte er in den Bereich Freie Kunst an derselben Unterrichtsstätte.
Intensiver Austausch mit Künstlern wie Richard Oelze begleitete und ergänzte das Studium. Oelze war auch derjenige, der ihn auf das zeichnerische Werk von Joseph Beuys aufmerksam machte. Dadurch war Rinne 1981/82 im Zuge der „Free International University“ an einer freien Studiengruppe Kunst, im Atelier von Joseph Beuys in der Kunstakademie von Düsseldorf, beteiligt.
Von 1983 bis 2004 war Rinne Dozent für zeichnerische Grundlagen und Aktzeichnen in der Erwachsenenbildung. Im Jahr 1984 erfolgte die Gründung eines eigenen Ateliers in Krefeld. Von 1987 bis 1988 wechselte er zu einem Kunden in Festanstellung als Leiter Werbung und Produktentwicklung, um nach anderthalb Jahren wieder in sein Atelier zurückzukehren. 2005 zog er mit seiner Familie nach Bielefeld um. Hier verlagerte er seine Tätigkeit wieder verstärkt in den Bereich bildende Kunst. 2008 intensivierte er seine Ausstellungstätigkeit sowohl in Deutschland als auch im europäischen Ausland.
Des Weiteren ist Cornelius Rinne Mitglied der Freimaurerlogen „Armin zur Deutschen Treue“ in Bielefeld und „sapere aude“ in Gütersloh. Seit 2015 ist er Vorsitzender des freimaurerischen Vereins für Kunst, Kultur und Kommunikation „Pegasus“.
Seit 1984 ist er mit der Mode-Designerin Petra Laessig-Rinne verheiratet. Das Paar hat zwei Kinder.

## Publikationen
- Kunst kann man nicht kaufen! Nicht nur eine Definition was Kunst eigentlich ist. Magenta Verlag, Krefeld 2018, ISBN 978-3-944299-16-7
- Königliche Bilder Kunst. Selbstverlag, 2013, ISBN 978-3-7322-6336-3
- money: Geld als Thema künstlerischer Arbeit. Selbstverlag, 2012, ISBN 978-3-8448-0639-7

### Als Illustrator
- mit Pierre Sommet (Text): Madame Baguette und Monsieur Filou: Amüsante und spannende Wortgeschichten aus Frankreich. Magenta, Krefeld 2010, ISBN 978-3-00-032239-6.
- mit Franjo Terhart (Text): Das Megaspiel. Magenta-Verlag, Krefeld 2014, ISBN 978-3-944299-04-4.
- mit Pierre Sommet (Text): Wie das Croissant nach Paris kam und die Bulette nach Berlin: Sämtliche amüsanten und spannenden Wortgeschichten von Pierre Sommet. Magenta, Krefeld 2016, ISBN 978-3-944299-10-5.
- mit Pierre Sommet (Text): Die deutsch-französische Freundschaft – Mit Herz und Verstand: Kulturgeschichtlicher und landeskundlicher Kalender 2017. Magenta, Krefeld 2016, ISBN 978-3-944299-12-9.